# Tito Lucrecio Tricipitino
Tito Lucrecio Tricipitino  fue un político y militar romano del siglo VI a. C. perteneciente a la gens Lucrecia.

## Familia
Lucrecio fue miembro de los Lucrecios Tricipitinos, una familia patricia de la gens Lucrecia. Fue hermano de Espurio Lucrecio Tricipitino, el padre de Lucrecia, y padre de Lucio Lucrecio Tricipitino.

## Carrera pública
Fue cónsul de la República en dos ocasiones: los años 508 y 504 a. C., ambas veces con Publio Valerio Publícola. 
En su primer consulado luchó contra los etruscos, que habían atacado Roma bajo el mando de Porsena. Según Dionisio, fue herido en la batalla. Dionisio, sin embargo, fecha la invasión de Porsena en el año siguiente; en consecuencia, representa a TricipItino como uno de los legados del ejército romano bajo los cónsules de ese año. En su segundo consulado participó con éxito en la guerra contra los sabinos.
A pesar de sus éxitos, tanto su victoria contra Porsena durante su primer consulado y la victoria sobre los sabinos durante su segundo consulado, su figura se vio eclipsada por su colega.